# Expect No Mercy
Expect No Mercy (рус. Не ждите пощады) — девятый студийный альбом шотландской рок-группы Nazareth, выпущенный в 1977 году на лейбле Mountain Records в Великобритании, Vertigo Records — в Европе, A&M Records — в Северной Америке.
По звучанию Expect No Mercy является не менее мощным и темпераментным, чем и его предшественники, но также альбом принято считать значительным сдвигом Nazareth в музыкальном отношении в сторону так называемого AOR. Дэн Маккаферти: «Снова „тяжеляка“, с шикарной обложкой от Фрэнка Фразетты».

## Список композиций
1. «Expect No Mercy» — 3:26
2. «Gone Dead Train» — 3:44
3. «Shot Me Down» — 3:29
4. «Revenge is Sweet» — 3:04
5. «Gimme What’s Mine» — 3:45
6. «Kentucky Fried Blues» — 3:08
7. «New York Broken Toy» — 3:37
8. «Busted» — 3:40
9. «Place in Your Heart» — 3:01
10. «All the King’s Horses» — 4:23
11. «Greens*» — 2:50
12. «Desolation Road*» — 2:58

## Участники записи
- Dan McCafferty — Vocals
- Darrell Sweet — Drums
- Pete Agnew — Bass, Guitar, Guitar (Bass)
- Manny Charlton — Guitar, Producer
- Nick Blagona — Engineer
- Mike Brown — Remastering
- Mick Carpenter — Project Coordinator
- Robert M. Corich — Liner Notes, Coordination, Remastering, Research
- Joseph Geesin — Liner Notes
- Hugh Gilmour — Reissue Design
- Bill Sosin — Photography
- Frank Frazetta — Cover Painting